# Wilhelm Bohnert

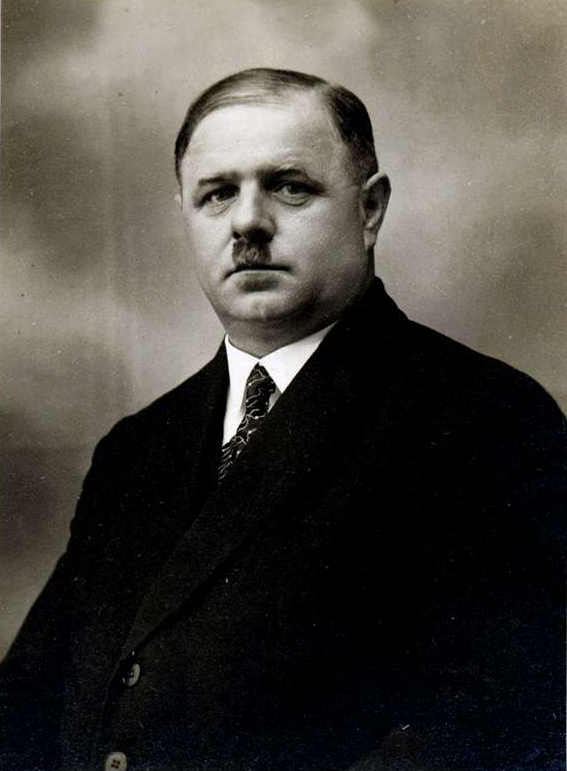
Wilhelm Bohnert

Wilhelm Bohnert (* 31. Oktober 1886 in Seebach, Baden; † 22. August 1956) war ein deutscher Sägewerksbesitzer und Politiker.

## Werdegang
Bohnert war Inhaber eines Schotterwerks und Sägewerks in Ottenhöfen. Daneben war er Vorstandsvorsitzender der Deutschen Edelbranntweinstelle GmbH in Karlsruhe. 1933 gehörte er als Abgeordneter des Zentrums kurzzeitig dem Landtag der Republik Baden an.

## Ehrungen
- 1952: Verdienstkreuz am Bande der Bundesrepublik Deutschland